# 墨盖拉
墨盖拉（希臘語：Μέγαιρα，又译作墨该拉或麦格拉，字面意思为“嫉妒”）是希腊神话中的复仇三女神厄里倪厄斯之一。她是乌拉诺斯阉割的血液浸染大地后生出来的女神，也有的说是黑夜女神倪克斯的女儿，阿勒克托和提西福涅是她的姊妹。
通常墨盖拉的形象十分丑陋可怕，她面目狰蛇发盘头，长舌外露、手持火把和用蝮蛇扭成的鞭子。人们把她看做是愤怒和复仇的化身。因此西方语言的成语中有「凶恶的墨盖拉的报复」或「像墨盖拉一样的复仇」等说法。墨盖拉这个名字又用于转义表示為「凶恶的女人」、「爱吵架的泼妇」等意思。